# Università degli studi di Roma Tor Vergata
Università degli studi di Roma Tor Vergata, även benämnt Roma 2, är ett av Roms universitet, grundat 1982. Universitetet har över 38 500 studenter och mer än 1800 lärare och professorer. Vid universitetet finns sex fakulteter för bland annat ekonomi, konstvetenskap och naturvetenskap:
- Ekonomi (Via Columbia 2)
- Ingenjörsvetenskap (Via del Politecnico 1)
- Konstvetenskap och filosofi (Via Columbia 1)
- Rättsvetenskap (Via Bernardino Alimena 5)
- Medicin och kirurgi (Via Montpellier 1)
- Naturvetenskap (Via della Ricerca Scientifica 1)